# 阿蘭·布朗

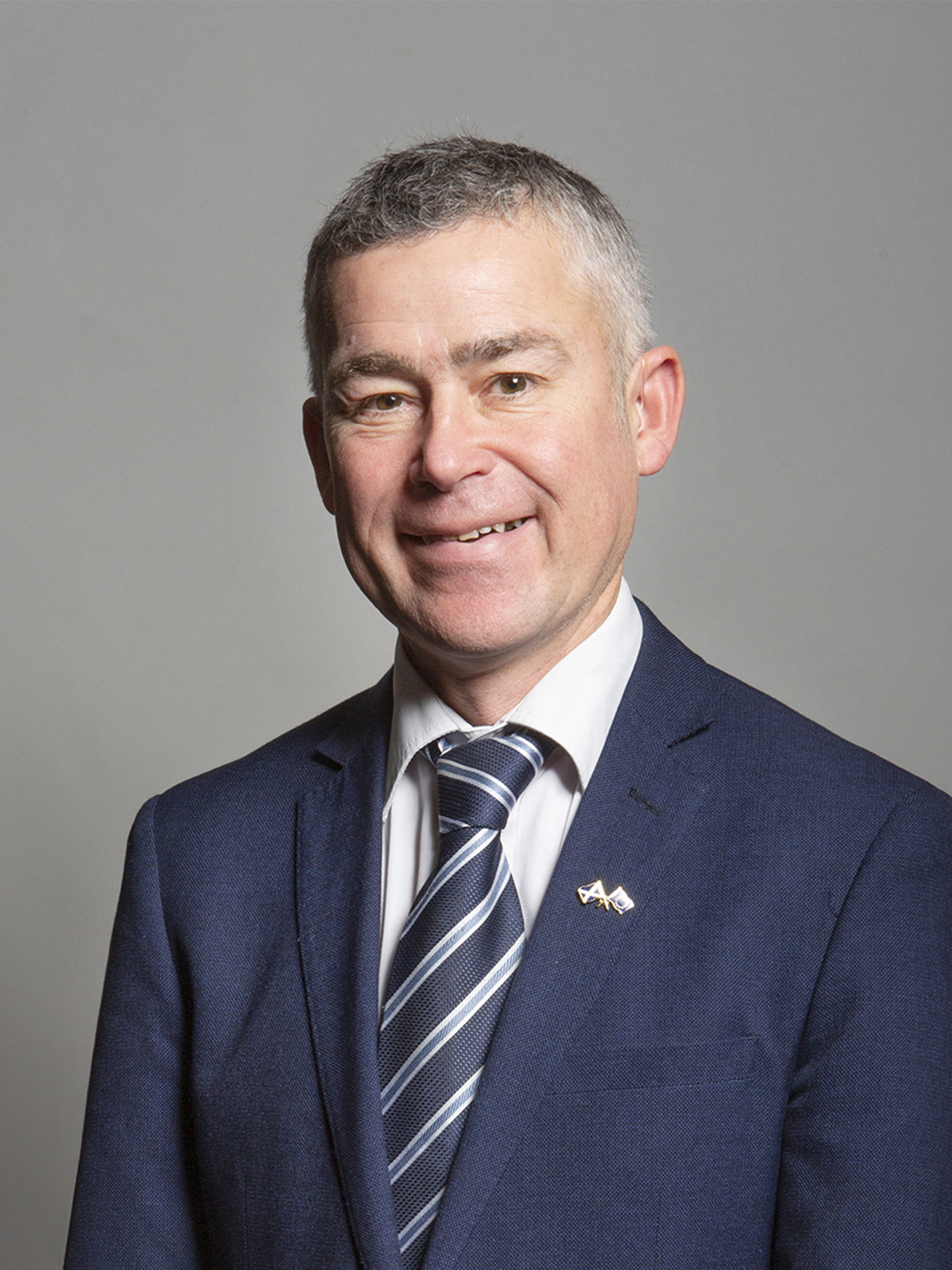

阿蘭·布朗（Alan Brown，1970年8月12日—）是一位蘇格蘭民族黨的政治人物。自2015年5月開始，他是基爾馬諾克和勞登選區選出的英國下議院議員。布朗出生並且一直生活在基爾馬諾克。他已經結婚並有兩個孩子。

## 谴责中国政府
2020年9月8日在工党希柏恩·麦克唐纳的协调下，与包括英国保守党外交事务委员会主席托马斯·图根达特、自由民主党领袖爱德·戴维，以及英国绿党、苏格兰民族党和威尔士党在内的130多名议员给中国驻英大使刘晓明写信，联名谴责中国政府针对新疆维吾尔穆斯林的行为。